# Імпорт і експорт даних

Extract, transform, load (ETL; видобути, перетворити, завантажити) — типова процедура імпорту до бази даних

І́мпорт і е́кспорт да́них — це автоматичне або напівавтоматичне введення та виведення наборів даних між різними застосунками. Він включає «переклад» з формату, що використовується в одному застосунку, у формат, використовуваний іншим, коли такий переклад виконується автоматично через машинні процеси, такі як транскодування, перетворення даних тощо. Справжній експорт даних часто застосовують до даних у необроблених форматах, які в іншому випадку не можуть прочитати кінцеві користувачі, не маючи інтерфейсу користувача, розробленого для їх відображення.
Імпорт та експорт даних семантично подібний до копіювання та вставляння, коли набори даних копіюються з однієї програми та вставляються в іншу. Насправді розробка програмного забезпечення, яке працює з буфером обміну операційної системи (і застосунками для розширення буфера обміну), значною мірою спирається на перетворення та транскодування даних, що надає кінцевому користувачу ілюзію легкого копіювання та вставляння між будь-якими двома програмами, незалежно від того, наскільки вони внутрішньо різняться. Команда «Зберегти як» у багатьох програмах вимагає майже такої ж розробки, коли потрібно зберегти файл в іншому форматі.
Здатність імпортувати та експортувати дані (або відсутність такої можливості) має значні економічні наслідки, тому що введення даних неавтоматизованими способами (такими як повторне введення вручну) може бути ресурсомістким; відсутність взаємодії між системами, нездатними до імпорту або експорту даних, призводить до втрати працездатності, функціоналу та ефективності, як, наприклад, у мешапах.